# Simmershausen (Römhild)
Simmershausen ist ein Ortsteil der Stadt Römhild im Landkreis Hildburghausen in Thüringen.

## Geografie
Vom Aufbau her ist Simmershausen, im Gegensatz z. B. zu Gleicherwiesen oder Gleichamberg, ein Straßendorf und hat ca. 290 Einwohner. Im Süden des Ortes tangiert der Fluss Milz von Ost nach West.

## Geschichte
Die erste urkundliche Erwähnung des Ortes geht auf das Jahr 874 unter dem Namen „Sigimareshusun“ zurück. Von 1888 bis 1946 bestand eine Bahnverbindung nach Hildburghausen und nach Lindenau über Heldburg. Der Aufbau des Zentrums ist noch sehr gut erhalten und stammt aus dem 9. und 10. Jahrhundert. 1993 wurde das Zentrum Simmershausens von der thüringischen Landesverwaltung unter Denkmalschutz gestellt. Am 23. März des gleichen Jahres wurde der Ort in die Gemeinde Gleichamberg eingegliedert.

## Sehenswertes
Die evangelisch-lutherische Kirche St. Marien stammt im Kern aus dem Jahr 1514. Die Kirche und das Pfarrhaus waren ummauert und von einem Wallgraben umschlossen. Sie war damals als Wehrkirche erbaut worden und diente den damaligen Bewohnern als letzte Zuflucht. Das Kirchenschiff wurde 1881/82 errichtet.
Zur ehemaligen „LPG Simmershausen“, das heutzutage zum „Zuchtzentrum Gleichamberg e. G.“ zählt, gehörte ein kleines Feld mit einer Start- und Landebahn, das zu DDR-Zeiten für Agrarflugzeuge konzipiert war. Der 1989 gegründete Modellflugclub „MFC Hildburghausen e. V.“ pachtete 1994 die Landebahn, seitdem lassen die Mitglieder dort ihre Modellflugzeuge und -hubschrauber steigen.

## Persönlichkeiten
- Johann Melchior Faber (* 18. Januar 1743 in Simmershausen; † 31. Januar 1809), Philologe und Bibelforscher[2]
- Johann Ernst Faber (* Februar 1745 in Simmershausen; † am 15. März 1774 in Jena), Orientalist, Bruder von Johann Melchior[3]